# Kolonia Kawałek
Kolonia Kawałek ist ein kleiner Ort in der polnischen Woiwodschaft Ermland-Masuren, der zur Gmina Biała Piska (Stadt- und Landgemeinde Bialla, 1938 bis 1945 Gehlenburg) im Powiat Piski (Kreis Johannisburg) gehört.

## Geographische Lage
Kolonia Kawałek liegt im südlichen Osten der Woiwodschaft Ermland-Masuren, 15 Kilometer östlich der Kreisstadt Pisz (deutsch Johannisburg).

## Geschichte
Über die Geschichte des Ortes, auch über die Zeit vor 1945 und einen eventuellen deutschen Namen gibt es keine Belege. So könnte Kolonia Kawałek erst nach 1945 entstanden sein. Trotz seiner geringen Einwohnerzahl ist der Ort Sitz eines Schulzenamtes  (polnisch Sołectwo) und als solches eine Ortschaft innerhalb der Stadt- und Landgemeinde Biała Piska im Powiat Piski, bis 1998 der Woiwodschaft Suwałki, seither der Woiwodschaft Ermland-Masuren zugehörig.

## Religionen
Katholischerseits gehört Kolonia Kawałek zur Pfarrei Biała Piska im Bistum Ełk der Römisch-katholischen Kirche in Polen, evangelischerseits zur Kirchengemeinde ebenfalls in Biała Piska, die eine Filialgemeinde der Pfarrei Pisz in der Diözese Masuren der Evangelisch-Augsburgischen Kirche in Polen ist.

## Verkehr
Kolonia Kawałek liegt südlich der Landesstraße 58 und ist über eine Stichstraße, die zwei Kilometer westlich Biała Piskas abzweigt, zu erreichen.